# Światowy Kongres Esperanto w 2009 roku
94. Światowy Kongres Esperanto – Światowy Kongres Esperanto; zjazd esperantystów, który odbył się w dniach 25 lipca – 1 sierpnia 2009 roku w Białymstoku, w Polsce.

## Historia
Już w 2007 roku Polski Związek Esperantystów wystąpił formalnie do zarządu Światowego Związku Esperantystów z propozycją organizacji kongresu w 2009 roku w Polsce. Z propozycją, aby odbył się on w Białymstoku wystąpiła Fundacja im. Zamenhofa. Po skontrolowaniu w czerwcu bazy noclegowej i konferencyjnej decyzje podjęto podczas Światowego Kongresu Esperanto w 2007 roku, który odbył się we Florencji. 
Organizacja Światowego Kongresu Esperanto w Białymstoku w 2009 roku miała wymiar symboliczny, gdyż w tym roku obchodzono 150. rocznicę urodzin pochodzącego z tego miasta twórcy języka esperanto, Ludwika Zamenhofa. Kilka dni przed rozpoczęciem imprezy, 21 lipca 2009 roku, otwarto w Białymstoku Centrum im. Ludwika Zamenhofa. Kongres zorganizowano w dniach 25 lipca – 1 sierpnia 2009 roku. Podczas otwarcia Kongresu przemawiali: prezydent Białegostoku Tadeusz Truskolaski, prezes Światowego Związku Esperantystów Probal Dasgupta i wnuk Zamenhofa Louis-Christophe Zaleski-Zamenhof. W jego trakcie odbywały się liczne spotkania, wykłady czy imprezy kulturalne. Wzięło w nim udział ponad 2000 uczestników z 63 krajów. Podczas kongresu doszło do kilku incydentów, m.in. do próby podpalenia namiotu kongresowego, przebicia opon w autokarze, z którego korzystała jedna z grup esperantystów, czy oblania farbą pomnika Ludwika Zamenhofa.